# Čchongdžu
Čchongdžu je město v Jižní Koreji. Je hlavním městem provincie Severní Čchungčchong. Čchongdžu má dlouhou historii, v průběhu Imdžinské války, kdy Hidejoši Tojotomi napadl Koreu, se tu odehrála bitva u Čchongdžu.
Přibližně osm kilometrů severně od centra města leží mezinárodní letiště Čchongdžu.

## Partnerská města
- Rostov na Donu, Rusko
- Kófu, Japonsko
- Tottori, Japonsko, od 30. srpna 1990
- Wu-chan, Čína, od 29. října 2000
- Čchang-čou, Čína, od 21. září 2003
- Pittsfield, Massachusetts, USA
- Bellingham, USA (od září 2008)